# منتخب غانا لكرة القدم للسيدات
منتخب غانا لكرة القدم للنساء هو المنتخب الوطني لكرة القدم للنساء الذي يمثل غانا، يشرف عليه اتحاد غانا لكرة القدم، وتلقب لاعبات المنتخب بالملكات السوداء، تمكن هذا المنتخب من التأهل 3 مرات إلى بطولة كأس العالم لكرة القدم للنساء، كما حقق مركز الوصافة 3 مرات في بطولة كأس أمم أفريقيا لكرة القدم للسيدات.